# Сегерс (лунный кратер)
Кратер Сегерс (лат. Segers) — небольшой древний ударный кратер в северном полушарии обратной стороны Луны. Название присвоено в честь аргентинского астронома Карлоса Сегерса (1900—1967) и утверждено Международным астрономическим союзом в 1970 г. 

## Описание кратера

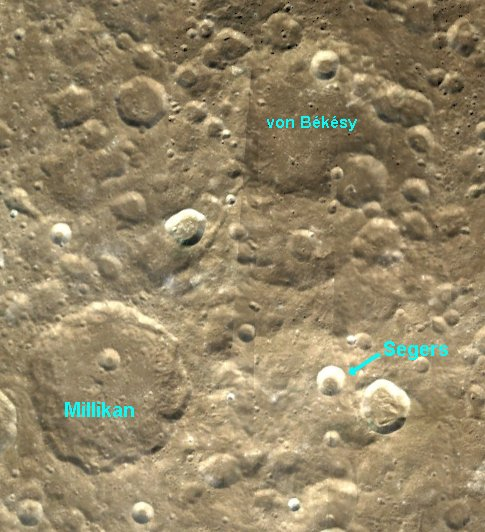
Окрестности кратера Сегерс. Экранный снимок программы World Wind 1.4.

Ближайшими соседями кратера являются кратер Милликен на западе; кратер Бекеши на севере; кратер Бриджмен на востоке-юго-востоке; кратер Беккерель на юге-юго-востоке и кратер Уэллс на юге-юго-западе. Селенографические координаты центра кратера 46°59′ с. ш. 127°31′ в. д. / 46,99° с. ш. 127,52° в. д., диаметр 17,3 км, глубина 2,7 км.
Кратер Сегерс имеет циркулярную чашеобразную форму с небольшой впадиной в юго-восточной части и практически не разрушен. Вал с четко очерченной кромкой и гладким внутренним склоном с высоким альбедо. Высота вала над окружающей местностью достигает 730 м. Кратер окружен породами с высоким альбедо.

## Сателлитные кратеры
| Сегерс | Координаты                                              | Диаметр, км |
| ------ | ------------------------------------------------------- | ----------- |
| H      | 46°32′ с. ш. 128°55′ в. д. / 46,53° с. ш. 128,92° в. д. | 30,2        |
| M      | 44°20′ с. ш. 127°33′ в. д. / 44,33° с. ш. 127,55° в. д. | 53,5        |
| N      | 43°53′ с. ш. 127°29′ в. д. / 43,88° с. ш. 127,48° в. д. | 29,0        |

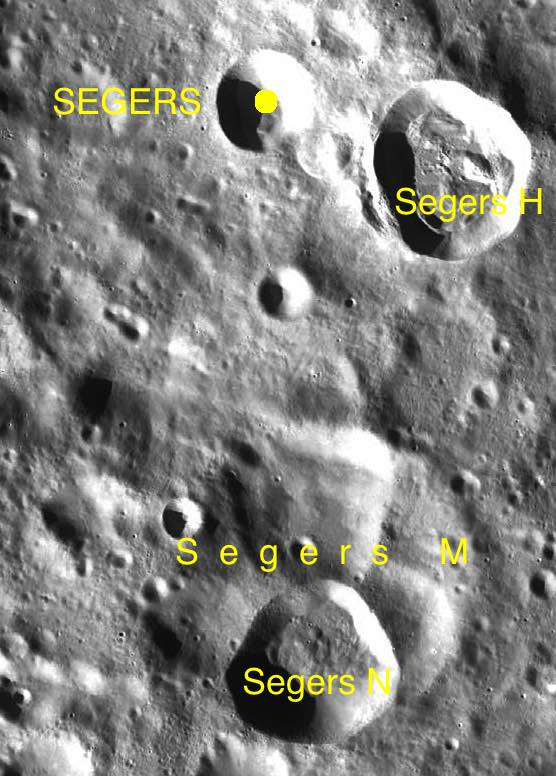
Фрагмент карты LAC-30.

- Образование сателлитного кратера Сегерс M относится к нектарскому периоду[3].